# Bayley
Pamela Rose Martinez (Newark, Californië, 15 juni 1989), beter bekend als Bayley, is een Amerikaans professioneel worstelaar die sinds 2012 actief is in de World Wrestling Entertainment.
Van 2008 tot 2012 werkte Martinez onder de ringnaam Davina Rose in het onafhankelijke circuit. In 2012 tekende ze bij WWE en werd verwezen naar NXT en kreeg de ringnaam 'Bayley'. In 2015 veroverde ze het NXT Women's Championship bij het evenement NXT TakeOver: Brooklyn. Daarnaast won ze ook nog NXT Year-End Award prijzen waaronder de prijs Female Competitor of the Year en Match of the Year.
In 2016 werd ze verwezen naar het hoofrooster. Sinds haar debuut boekte ze groot succes op zowel Raw als SmackDown. Op 13 februari 2017 won ze het Raw Women's Championship van Charlotte in een aflevering van Raw. Daarnaast won ze bij evenement Elimination Chamber op 17 februari 2019 het inaugurele WWE Women's Tag Team Championship samen met Sasha Banks. Tot slot won ze het Money in the Bank ladder match op 19 mei 2019 bij het gelijknamig evenement en cashte haar contract in later bij het evenement om het SmackDown Women's Championship te veroveren. Hiermee is Bayley is de eerste vrouwelijke worstelaar in WWE die zowel het Triple Crown als het Grand Slam Championship wist te bemachtigen.

## Privé
Martinez was eerder verloofd met professionele worstelaar Aaron Solow, die ze in 2010 ontmoette. Het koppel maakte het uit op 21 februari 2021.

## Prestaties
- Busted Open
  - Tag Team of the Year (2020) – met Sasha Banks[8]
- CBS Sports
  - Tag Team of the Year (2020) – met Sasha Banks[9]
- Inside The Ropes Magazine
  - Female Wrestler of the Year (2020)
- Pro Wrestling Illustrated
  - Feud of the Year (2020) vs. Sasha Banks[10]
  - Inspirational Wrestler of the Year (2015, 2016)[11][12]
  - Match of the Year (2015) vs. Sasha Banks bij het evenement NXT TakeOver: Respect[13]
  - Tag Team of the Year (2020) – met Sasha Banks
  - Gerangschikt op nummer 1 van de top 100 vrouwelijke worstelaars in de PWI Women's 100 in 2020[14]
  - Gerangschikt op nummer 3 van de top 50 tag teams in de PWI Tag Team 50 in 2020 – met Sasha Banks[15]
- Rolling Stone
  - NXT Match of the Year (2015) vs. Sasha Banks bij het evenement NXT TakeOver: Brooklyn[16]
  - Title Feud of the Year, NXT (2015) vs. Sasha Banks voor het NXT Women's Championship[16]
- Sports Illustrated
  - Gerangschikt op nummer 6 van de top 10 worstelaars in 2020[17]
  - Gerangschikt op nummer 8 van de top 10 vrouwelijke worstelaars van het jaar (2019) – samen met Sasha Banks[18]
- Wrestling Observer Newsletter
  - Most Improved (2015)[19]
  - Worst Feud of the Year (2018) vs. Sasha Banks[20]
  - Women's Wrestling MVP (2020)[21]
- WWE
  - NXT Women's Championship (1 keer)[22]
  - WWE Raw Women's Championship (1 keer)[22]
  - WWE SmackDown Women's Championship (2 keer)[22]
  - WWE Women's Tag Team Championship (2 keer) – met Sasha Banks[22]
  - Money in the Bank (Women's 2019)
  - Eerste WWE Women's Triple Crown Champion
  - Eerste WWE Women's Grand Slam Champion
  - NXT Year-End Award (2 keer)
    - Female Competitor of the Year (2015)[23]
    - Match of the Year (2015) vs. Sasha Banks bij het evenement NXT TakeOver: Brooklyn[23]

  - Slammy Award (2 keer)
    - Double-Cross of the Year (2020) – keerde tegen Sasha Banks op een aflevering van SmackDown op 4 september 2020[24]
    - Social Media Superstar of the Year (2020)[24]

  - Bumpy Award (1 keer)
    - Tag Team of the Half-Year (2020) – met Sasha Banks[25]